# Ткачук Костянтин В'ячеславович
Костянти́н В'ячесла́вович Ткачу́к (18 вересня 1990 — 1 лютого 2015) — старший солдат Збройних сил України, учасник російсько-української війни.

## Життєвий шлях
Працював помічником машиніста електровозу на Інгулецькому ГЗК. Мобілізований 31 липня 2014-го, навідник танка, 17-та окрема танкова бригада. Колектив депо придбав йому бронежилет.
1 лютого 2015-го між селами Троїцьке та Санжарівка на позицію, яку обороняли підрозділ 128-ї окремої гірсько-піхотної бригади — приблизно 60 бійців та 2 танки 17-ї танкової бригади, вийшло близько 10 одиниць бронетехніки терористів — танки, БТР, МТ-ЛБ, «Урали» з зенітними гарматами, значні піхотні піхоти. Українська артилерія знищила одну бронемашину та «Урал», 4—5 танків і далі атакували позиції. Екіпаж молодшого сержанта Осташевського ліквідував один ворожий танк, решта підійшли впритул, в окопах почалися рукопашні сутички. Танк Осташевського підбито протитанковою керованою ракетою, загинув екіпаж танка: молодший сержант Олексій Осташевський, молодші сержанти Василь Денисюк та Костянтин Ткачук. Командирський люк був відкритий, через нього внаслідок вибуху Осташевського викинуло з башти до 30 метрів, Ткачук та Денисюк згоріли в машині. Позицію українські військовики утримали, захопили справний російський танк Т-72 та полонили контуженого механіка-водія.
Ідентифікований за тестами ДНК. Похований у місті Кривий Ріг 19 березня 2015-го, у місті оголошено жалобу.

## Нагороди та вшанування
За особисту мужність і героїзм, виявлені у захисті державного суверенітету та територіальної цілісності України, вірність військовій присязі під час російсько-української війни, відзначений — нагороджений
- орденом «За мужність» III ступеня (посмертно)
- на місці загибелі екіпажу встановлено пам'ятний знак
- «За заслуги перед містом» Кривий Ріг III ступеня (посмертно)
- у Політехнічному коледжі Криворізького національного університету, у якому навчався Костянтин, відкрито пам'ятну дошку його честі